# دعم طويل الأمد
الدعم طول الأمد (د‌ط‌أ) (بالإنجليزية: Long-term support)‏ وتختصر LTS هي سياسة لإدارة دورة حياة المنتج يُحتَفظُ خلالها على إصداٍر ثابت من برمجيات الحاسوب لفترة زمنية أطول من الدعم للإصدار القياسي. عادةً ما يكون المصطلح محجوزًا للبرامج مفتوحة المصدر، حيث يصف إصدار البرنامج المدعوم لأشهر أو سنوات أطول من الإصدار القياسي للبرنامج.
نشير أيضاً لدعم المدى القصير (STS) أو (بالإنجليزية Short term support) هو مصطلح يميز سياسة الدعم للإصدار القياسي من البرنامج. تتمتع برامج STS بدورة حياة قصيرة نسبياً، وقد تُوفّر ميزات جديدة تم حذفها من إصدار LTS لتجنب احتمال المساس باستقرار أو توافق إصدارات LTS.

## المميزات
تطبق LTS اعتماداً على مراحل إصدار البرمجيات. وتقدم دعم طويل الأجل يمتد من فترة صيانة البرمجيات ؛ كما أنه يغير نوع وتكرار تحديثات البرامج (التصحيحات) لتقليل المخاطروالنفقات وتعطيل نشر البرامج ، لزيارة الموثوقية بالبرنامج.وهو لا يعني بالضرورة الدعم الفني.
في بداية فترة الدعم طويلة الأجل ، يفرض مطورو البرامج تجميدًا للميزات: حيث ينشؤون تصحيحات أخطاء البرامج، ولكنهم لا يقدمون ميزات جديدة قد تتسبب في المشاكل.